# Alicia Candiani
Alicia Candiani (sinh năm 1953) là một nghệ sĩ người Argentina chuyên về in ấn và truyền thông kỹ thuật số. Bà là một thành viên tích cực trong cộng đồng in ấn quốc tế.

## Công việc và cuộc sống
Candiani tốt nghiệp Đại học Quốc gia Cordoba, Argentina, nơi bà nhận bằng Thạc sĩ Mỹ thuật năm 1976 và bằng Kiến trúc và Đô thị năm 1978. Bà đã nghiên cứu sau đại học về Nghệ thuật và Phê bình Nghệ thuật Mỹ Latinh tại Đại học Buenos Aires (1989/90 và 1992/93), Argentina.
Hoạt động nghệ thuật quốc tế của bà bao gồm các công việc in ấn và truyền thông kỹ thuật số mở rộng, can thiệp kiến trúc và các dự án nghệ thuật hợp tác cũng như triển lãm giám tuyển. Trong hoạt động nghề nghiệp của mình, bà ấy bao gồm ba chiến lược liên kết: sản xuất-triển lãm, diễn ngôn phê phán và công việc hợp tác giáo dục bao gồm các nghệ sĩ, sinh viên và cộng đồng trên khắp thế giới.
Vào năm 2005, Candiani đã thành lập Proyecto Ace, một chương trình dành cho nghệ sĩ cư trú tại Buenos Aires. Chương trình cư trú quốc tế thúc đẩy trao đổi nghệ thuật giữa các nghệ sĩ tham quan và cộng đồng nghệ thuật địa phương thông qua công việc hợp tác, thảo luận và triển lãm phòng thu. In ấn đương đại, đặc biệt là các dự án khám phá việc sử dụng nhiếp ảnh, thiết kế và phương tiện kỹ thuật số là một trọng tâm đặc biệt của trung tâm.
Candiani là một người tham gia tích cực trong cộng đồng in ấn quốc tế. Bà từng là thành viên quốc tế trong Ủy ban điều hành của Hội đồng đồ họa miền Nam 2008-2010. Bà đã từng là thành viên ban giám khảo trong nhiều triển lãm in.
Từ năm 2005 đến 2011, Candiani đã lãnh đạo Dự án Tự họa. Trong gần một trăm bức chân dung tự họa, các nghệ sĩ đưa ra những hiểu biết sâu sắc về cuộc sống và những mối quan tâm cá nhân của họ trong khi giải quyết các vấn đề gây tranh cãi như bản sắc tình dục, lão hóa và khuôn mẫu. Mười một quốc tịch, sáu quốc gia, tám phiên được tổ chức bởi các tổ chức nghệ thuật lớn đã tham gia trong suốt thời hạn của dự án. Các nghệ sĩ khách mời bao gồm Rafael Trelles, Guillermo Nunez và Hugh Merrill.